# 寻乌毛蕨
寻乌毛蕨（学名：Cyclosorus xunwuensis）为金星蕨科毛蕨属下的一个种。